# Groupe 13
Le réseau appelé « Groupe 13 » (en polonais : Trzynastka, en yiddish : Das Draitzental) était une organisation collaborationniste juive du Ghetto de Varsovie pendant la Seconde Guerre mondiale. Le Treize doit son nom à l'adresse de son bureau principal qui siégeait au 13 de la rue Leszno. Le groupe a été fondé en décembre 1940 et était dirigé par Abraham Gancwajch, un ancien chef de la Hashomer Hatzair à Łódź. Autorisée par le Sicherheitsdienst (SD), et connue comme la « Gestapo juive », cette unité avait des liens directs avec la Gestapo allemande.
Le groupe travaillait pour prendre le contrôle du Ghetto en concurrence avec le Judenrat et infiltrait l'opposition juive dans le Ghetto.
La branche la plus importante du groupe était le Bureau de lutte contre l'usure et le profit dans le Quartier juif de Varsovie. Censé combattre le marché noir, il a en réalité collecté de grosses sommes d'argent par le biais du racket, du chantage et des extorsions,. Le groupe avait sa propre prison. Au total, le groupe comptait entre trois et quatre cents policiers juifs en uniforme, reconnaissables à leur casquette munie d'une bande verte. En juillet 1941, le Groupe 13 a perdu son rôle sur le plan politique au profit du Judenrat et le « Bureau de lutte contre l'usure et le profit » s'est trouvé incorporé à la Jupo. 
Après la fermeture du Bureau, les membres du Groupe 13 se réunirent autour de Gancwajch et concentrèrent leurs efforts sur leur hôpital et leur service d'ambulance (appelé Service d'urgence ou bien Station de premier secours qui avait été créé en mai 1941) qui assez vite cependant fut utilisé la plupart du temps pour la clandestinité et la contrebande,. Ils avaient aussi d'autres terrains d'action comme la tenue d'un bordel à l'hôtel 'Britannica', et le contrôle quasi total des véhicules à chevaux et des moyens de transports à l'intérieur du Ghetto.
Vers le milieu de l'année 1941 (peu avant la fermeture du Bureau), les chefs du Groupe se divisèrent quand Morris Kohn et Zelig Heller rompirent avec Gancwajch et montèrent leurs propres organisations. Kohn et Heller survécurent au Groupe et disparurent seulement au moment des déportations massives hors du Ghetto au cours de la Grande Action. L'émergence et la chute du Groupe est à analyser dans le contexte de la lutte pour le pouvoir entre différentes factions de l'armée et de la bureaucratie allemandes qui soutenaient différentes factions au sein du Ghetto pour leurs propres intérêts.
En avril 1942, beaucoup de membres du Groupe 13 furent abattus par les Allemands. Gancwajch et les membres survivants du Groupe refirent surface comme combattants de la résistance polonaise, bien qu'en réalité ils pourchassaient les Polonais qui cachaient ou apportaient leur aide aux Juifs. Après la dissolution de la Gestapo juive, Gancwajch demeura à Varsovie à l'extérieur du Ghetto, où il continua de travailler pour les Nazis. On a dit qu'il était mort vers l'année 1943,. Quant à l'hypothèse de sa collaboration d'après-guerre avec le NKVD, elle n'a jamais trouvé confirmation.